# Agnès de Montpaó
Agnès de Montpaó (segle XIV - Alguaire, 13 de setembre de 1415) fou una priora del Monestir de Santa Maria d'Alguaire. Pertany al seu govern l'aliança o conveni subscrit entre la ciutat de Lleida i el monestir d'Alguaire, en virtut del qual la ciutat prenia en veïnat el monestir i els seus vassalls, és a dir, que passarien a ser considerats com a veïns de Lleida amb tota la protecció i defensa.

## Biografia
Quan era ella priora, sobrevingué el setge de Balaguer de 1413, l'empresonament del darrer comte d'Urgell i la liquidació de l'esmentat comtat, amb el qual havia tingut més d'un conflicte el monestir santjoanista. El rei vencedor, Ferran I d'Antequera, el 5 de desembre de 1414 concedí a Guerau Alemany de Cervelló, en franc alou, les quèsties que els comtes d'Urgell percebien de la baronia d'Alguaire, així com les de l'antiga comanda templària de Corbins. Des de llavors les priores ja no tindran problemes de jurisdicció amb la reialesa, i més quan el gran prior havia fet costat als Trastàmara.
Foren grans priors de Catalunya i, per tant, l'autoritat directa superior al monestir durant el seu mandat: Guillem de Guimerà (1378-1396), Pere de Vilafranca (1396-1403), Pere de Pomers (1404-1408), Gracia de Maissen (1409), Gondisalvo de Funes (1412-1414) i Jofre de Canadal (1415-1424).
Fou elegida successora seva Constança de Masdovelles (1415-1421). A mitjan s. XVII la Guerra dels Segadors causà la ruïna del monestir i la pèrdua de les seves riqueses artístiques, de manera que finalment les religioses es traslladarien a Barcelona.